# Nationalpark Côn Đảo
Koordinaten: 8° 41′ 30″ N, 106° 38′ 0″ O

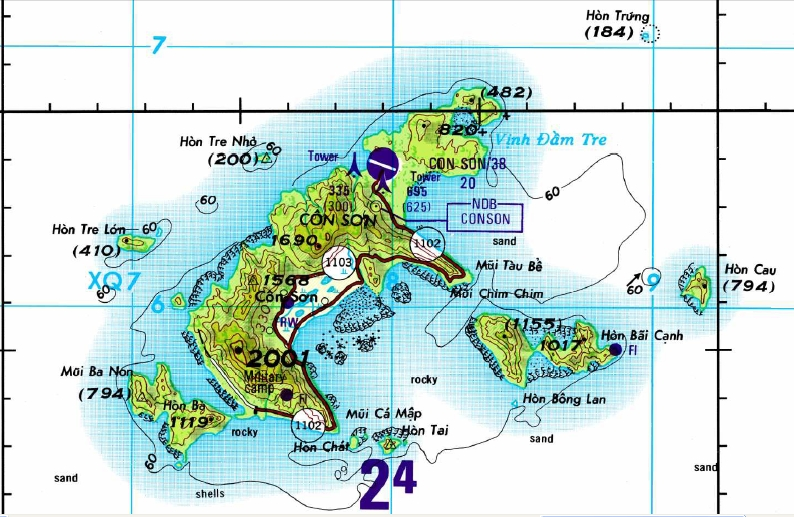
Die Inselwelt Con Dao

Der Nationalpark Côn Đảo (vietnamesisch Vườn quốc gia Côn Đảo) ist ein Naturwaldreservat auf Côn Đảo, Provinz Bà Rịa-Vũng Tàu, Vietnam. Der Park liegt östlich des Südzipfels Vietnams in der Nordzone des Südchinesischen Meeres. Er schließt einen Teil der Insel sowie des umgebenden Meeres ein. Nachdem die Inselwelt bereits 1983 unter öffentlichen Schutz gestellt wurde, erweiterte man zehn Jahre später den Schutz und widmete den Park in einen Nationalpark um. Der Park wird durch ein einzigartiges Ökosystem gekennzeichnet. Über 200 Korallenarten und ebenso viele Korallenfischarten sowie Seeschildkröten und auch die seltenen Dugongs finden hier ein Zuhause. Rare  Vogelarten wie die Zweifarben-Fruchttaube oder der Rotschnabel-Tropikvogel nisten in der Inselwelt.
2006 erklärte eine Delegation der UNESCO, dass dieser Park geeignet sei, UNESCO-Welterbe zu werden. Seither bemüht sich der vietnamesische Staat um diese Auszeichnung.